# Biscutella auriculata
Biscutella auriculata L. är en korsblommig växt som ingår i släktet Biscutella och familjen korsblommiga växter.

## Habitat
Frankrike, Portugal, Spanien och Nordafrika.

## Etymologi

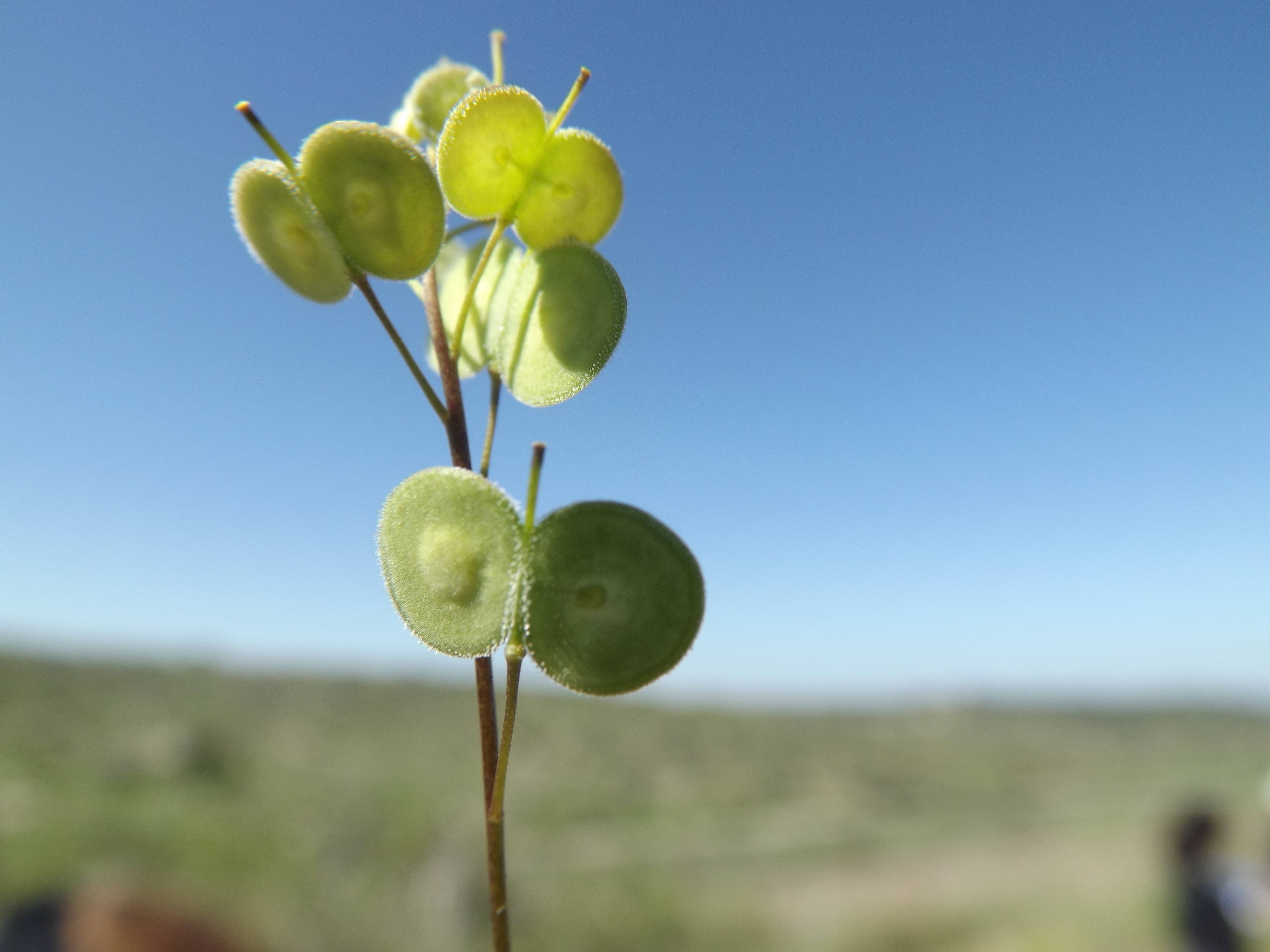
"Två brickor"
(Biscutella didyma)

- Släktnamnet Biscutella kommer av latin bi = två + scutella = fat, bricka med syftning på frukternas utseende.
- Artepitetet auriculata betyder — — —

## Bilder

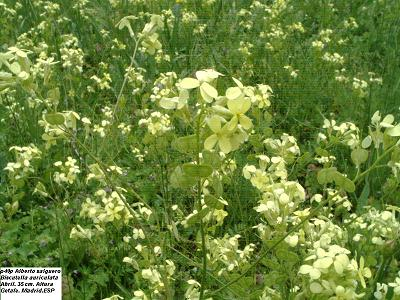
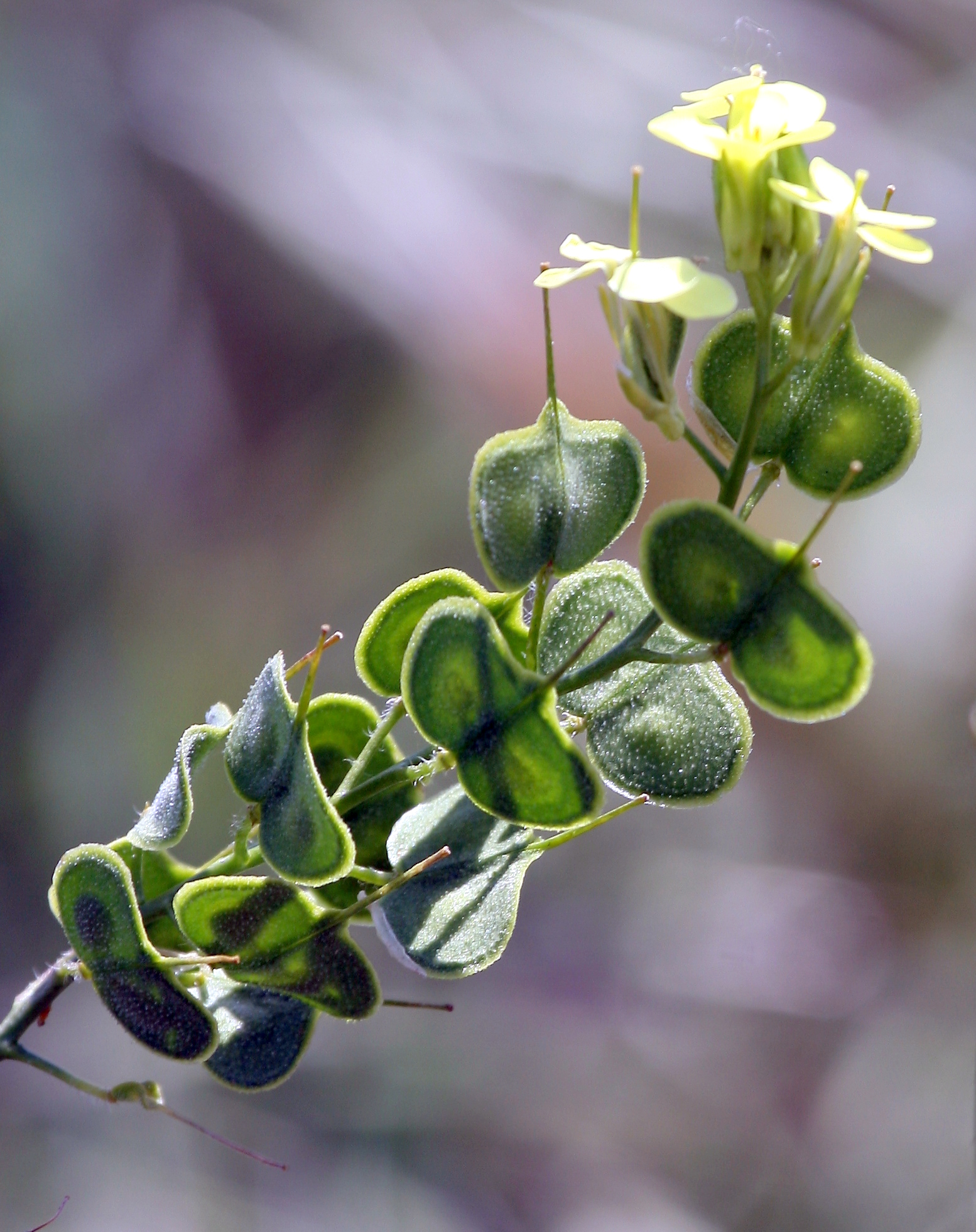
Frukter, parvis ordnade
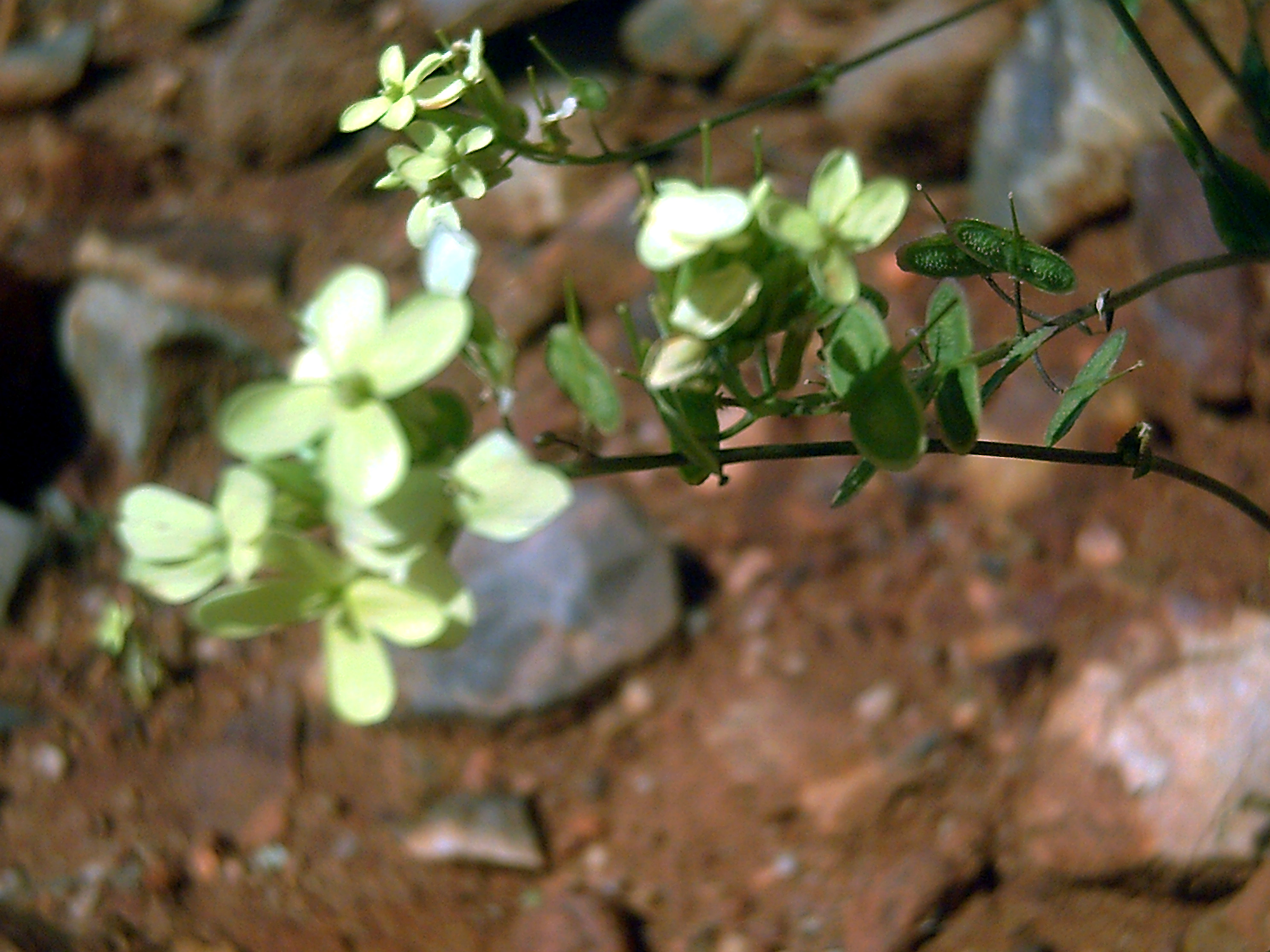
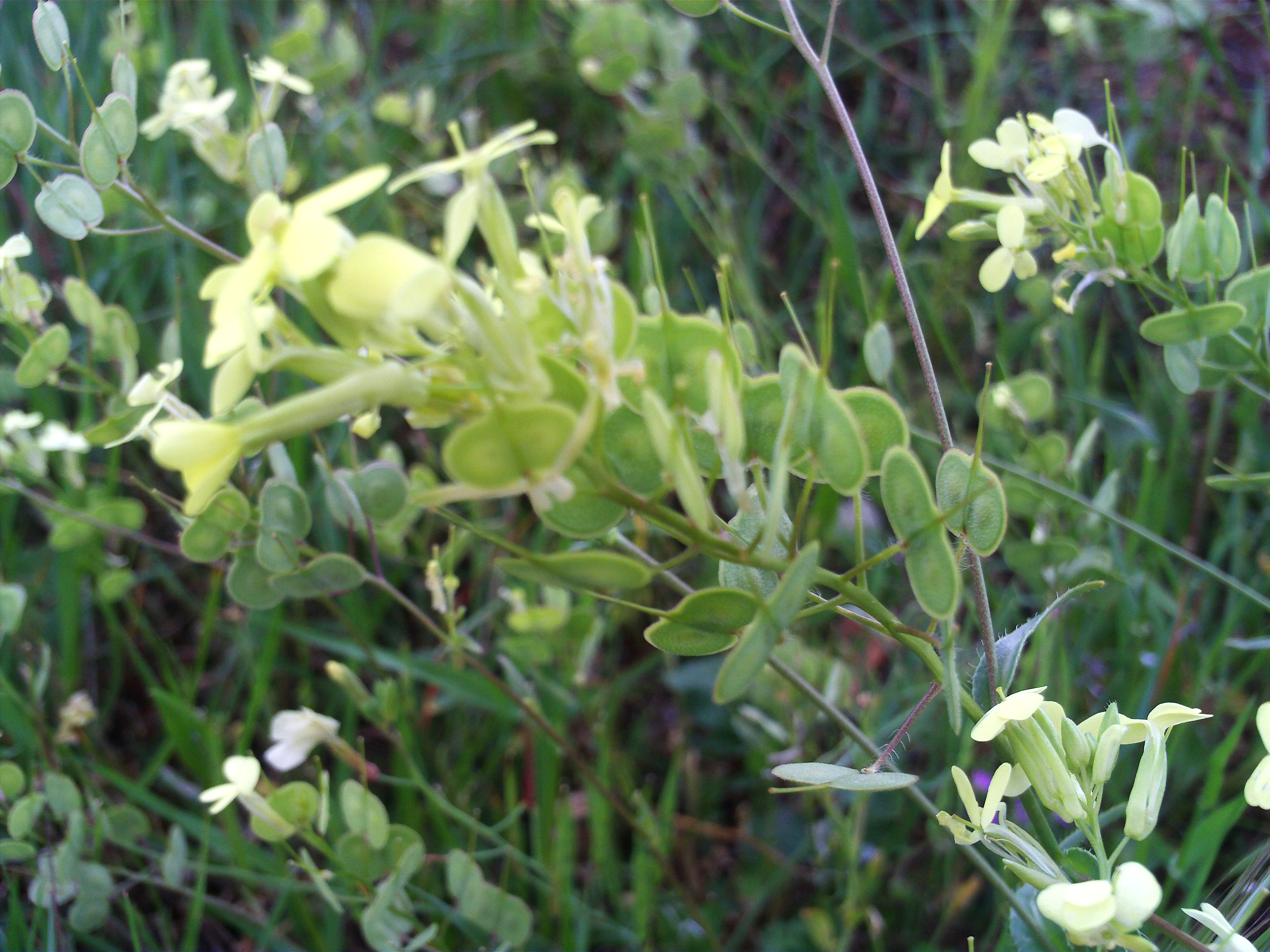
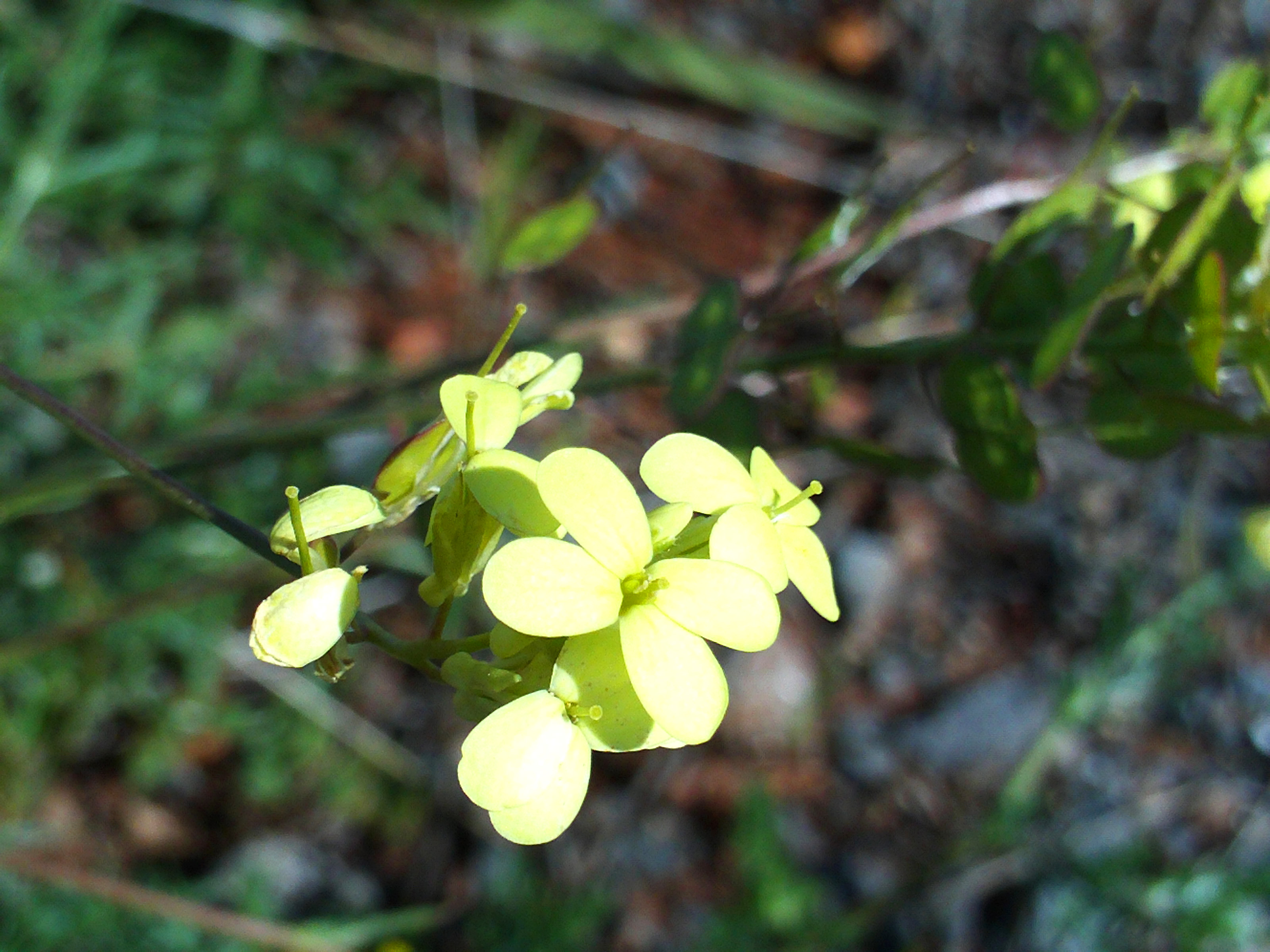
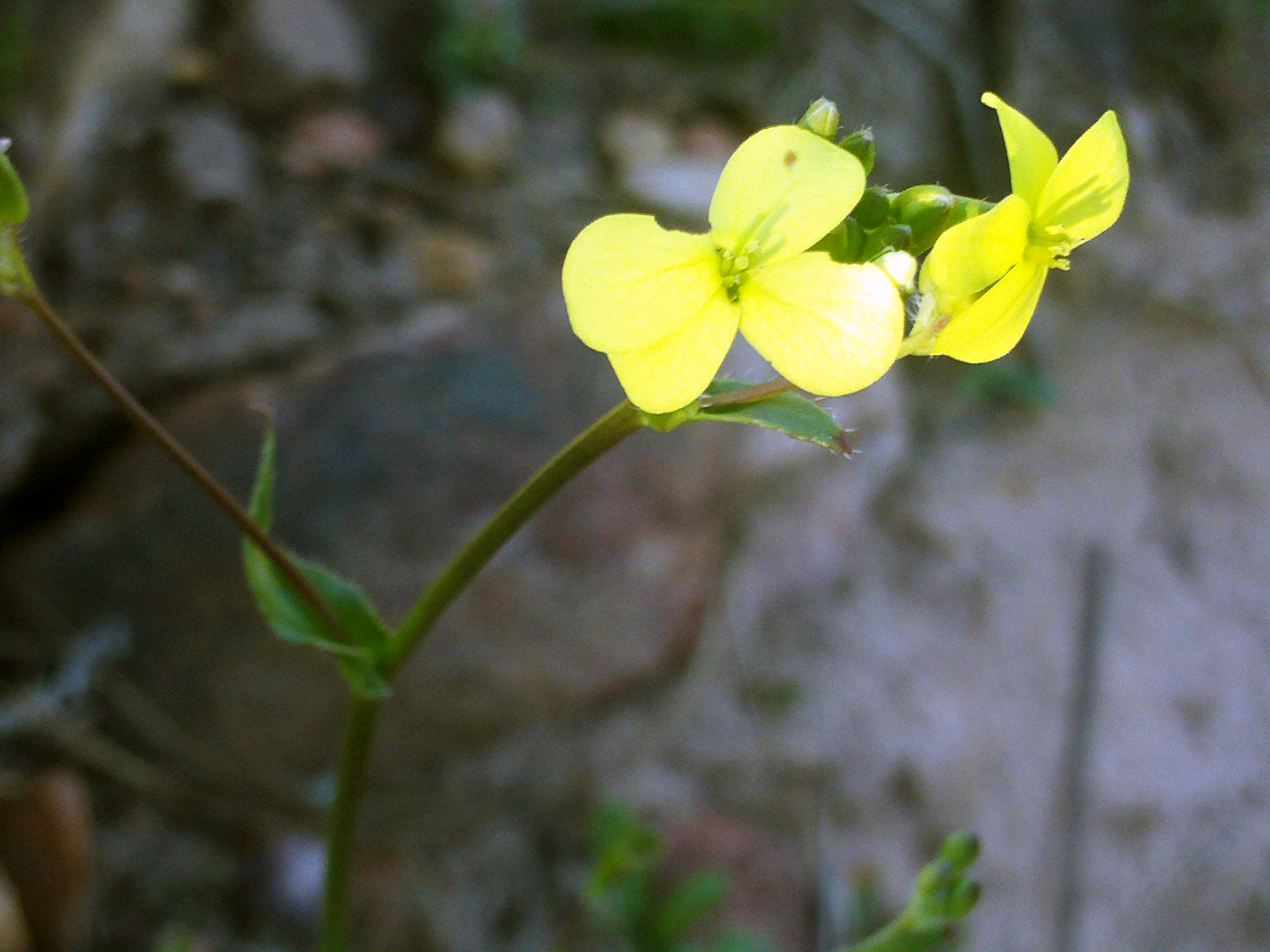

## Underarter
Biscutella auriculata subsp. auriculata L.

Biscutella auriculata subsp. brevicalcarata Batt., 1888